# Speed tape

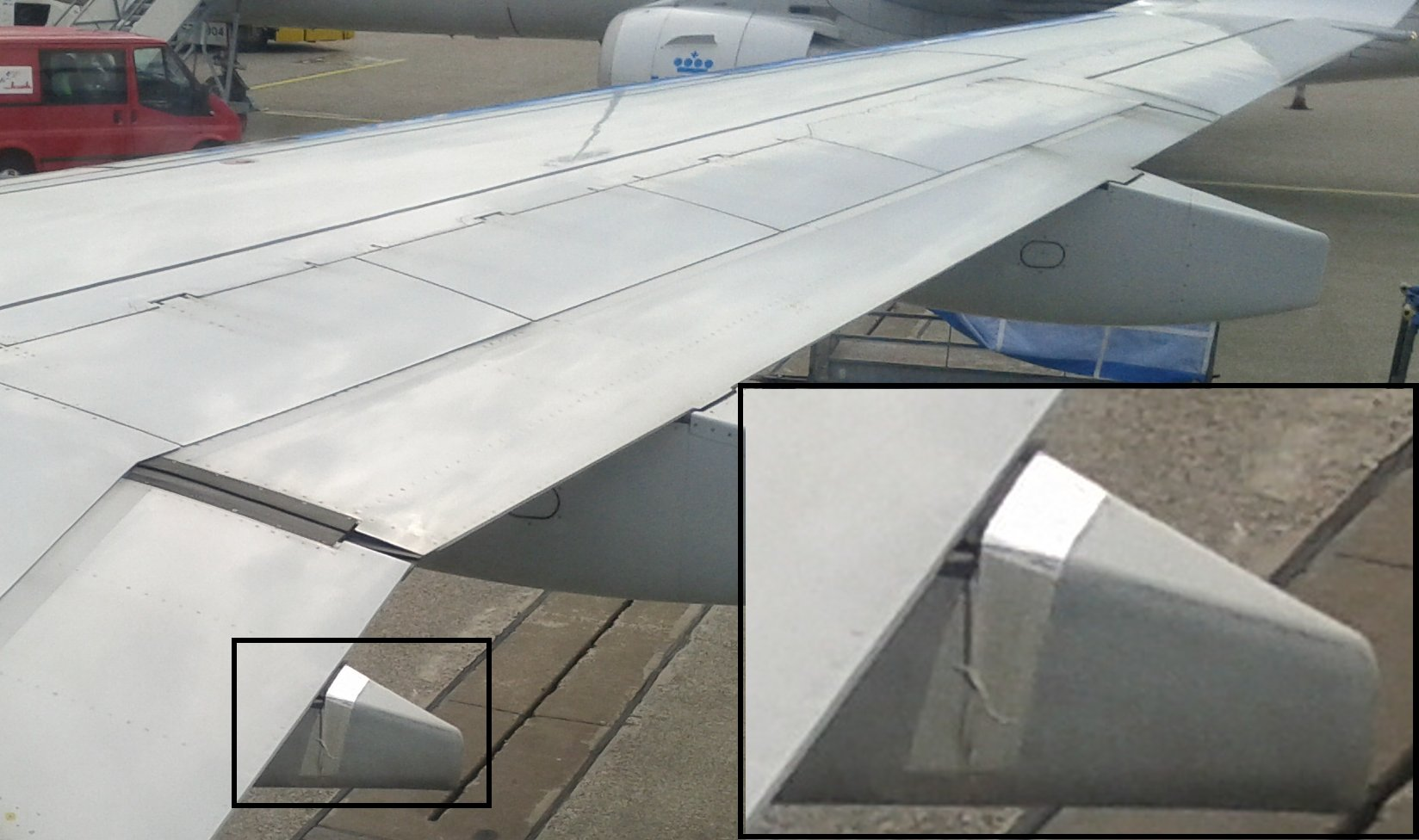
Foto do speed tape usado para corrigir uma rachadura.

Speed tape é uma fita aluminizada sensível à pressão utilizada para fazer pequenos reparos em aeronaves e carros de corrida. Ela é usada como um material de reparação temporário, até que a reparação permanente possa ser realizada. Ela tem uma aparência similar a uma fita adesiva, para o qual é por vezes confundida, mas o seu adesivo é capaz de aderir a fuselagem em um avião ou a asas em altas velocidades, daí o nome.

## Propriedades
É resistente à água, solventes, e de chamas, e irá refletir o calor e a luz UV. Ele também é capaz de se expandir e contrair através de uma ampla gama de temperaturas.

## Utilização
Speed tape, por vezes, é usado para proteger o selante, enquanto a cura, ou remendos componentes não críticos de um avião. Ele também pode ser usado para a aplicação de remendos de danos de bala à aeronave de combate.
O uso do speed tape deve ser autorizada por equipes de engenharia e cumprir com determinados requisitos. As multas podem ser aplicadas a companhias aéreas que usá-lo para fazer reparos impróprios.